# Републикански стадион (Ереван)
Републиканският стадион в град Ереван, Армения е изцяло покрит със седалки многофункционален стадион.
Построен е през 1937 г., официално е открит през 1938 г. Служи за домакинските срещи на „Юлисес“ и „Пюник“, както и на Националния отбор по футбол на Армения.